# میل آیرون (مونتانا)
میل آیرون (به انگلیسی: Mill Iron) یک منطقهٔ مسکونی در ایالات متحده آمریکا است که در مونتانا واقع شده‌است. میل آیرون ۹۴۷٫۹۴ متر بالاتر از سطح دریا قرار دارد.